# Frequently Asked Questions
Frequently Asked Questions, kurz FAQ oder FAQs, englisch für häufig gestellte Fragen oder auch meistgestellte Fragen, sind eine Zusammenstellung von oft gestellten Fragen und den dazugehörigen Antworten zu einem Thema.  Bekannt wurden FAQ in der Informationstechnik, insbesondere im Internet, wo viele Newsgroups des Usenet eine FAQ-Sammlung erstellt haben, um die Foren zu entlasten. Weil sich das Prinzip der FAQ bewährt hat, gibt es diese in vielen Bereichen.

## Entwicklung
Anfangs wurden Programmen oft Textdateien namens faq.txt beigegeben. Später ergänzten Online-FAQ die Offline-Readme-Datei und das Benutzerhandbuch. Die ersten Online-FAQ verfasste 1982 der NASA-Mitarbeiter Eugene Miya.
Teilweise werden FAQ auch „vorbeugend“ angelegt, ohne dass ihnen entsprechend häufige Nachfragen vorausgegangen sind.

## Begriff

### Begriff im Deutschen
Der Heise-Redakteur Andreas Stiller übertrug die Abkürzung ins Deutsche als „Fragen, Antworten, Quintessenzen“. Eine andere Übertragung lautet „Fragen-Antworten-Quelle“. Selten sieht man auch die wörtlich übersetzte Abkürzungsvariante HGF für häufig gestellte Fragen.
Da meist auch die Antworten vorhanden sind, wird gelegentlich auch die Abkürzung F&A (Fragen und Antworten) beziehungsweise das englische Pendant Q&A (Questions and Answers) verwendet.

### FAQ oder FAQs
Zur Verdeutlichung des Plurals werden FAQ häufig auch „FAQs“ abgekürzt: „FAQ“ bedeutet dann eine Frage (Q für Question) aus einer Liste von mehreren „FAQs“ (Qs für Questions). Obwohl man der Ansicht sein kann, diese doppelte Pluralbildung sei falsch bzw. habe einen anderen Sinn, ist sie doch weit verbreitet.
Laut diversen Wörterbüchern kann der Plural sowohl als „FAQ“ als auch als „FAQs“ geschrieben werden.

### Aussprache
Die Aussprache ist nicht eindeutig festgelegt: FAQ kann entweder als ein Wort ausgesprochen werden (etwa faːk); oder aber, indem man jeden Buchstaben einzeln ausspricht, englisch (also ˌɛf eɪ ˈkjuː) oder deutsch (ˌɛf aː ˈkuː). Meistens ist jedoch letzteres verbreitet.